# Lake Cavanaugh
Lake Cavanaugh az Amerikai Egyesült Államok északnyugati részén, Washington állam Skagit megyéjében elhelyezkedő település.
Lake Cavanaugh önkormányzattal nem rendelkező, úgynevezett statisztikai település; a Népszámlálási Hivatal nyilvántartásában szerepel, de közigazgatási feladatait Skagit megye látja el. A 2010. évi népszámlálási adatok alapján 167 lakosa van.

## Népesség
A település népességének változása:
| Lakosok száma | 122  | 167  | 200  |
|               | 2000 | 2010 | 2020 |